# Nozdratí

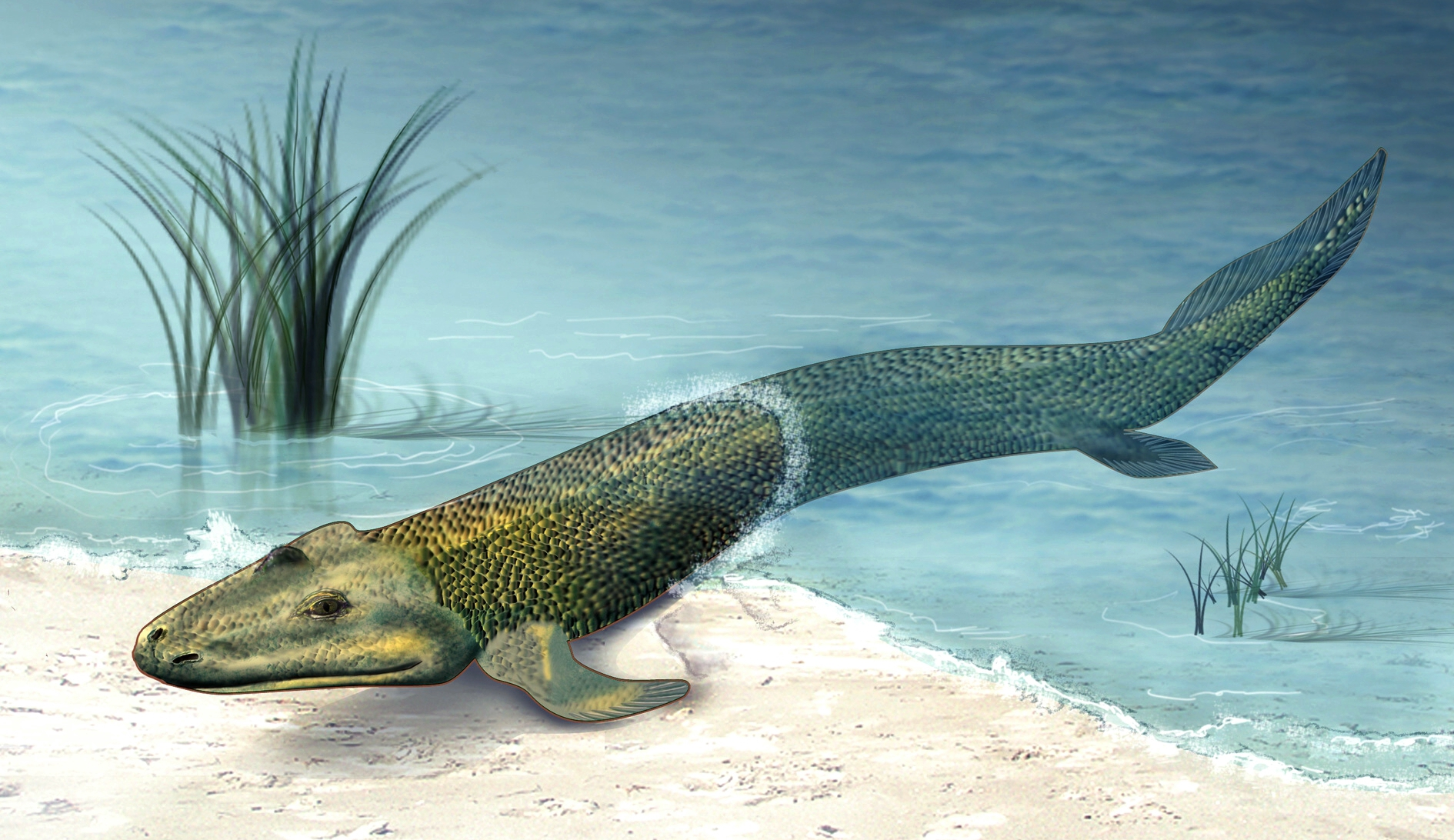
Tiktaalik roseae

Jako nozdratí (Choanata, případně Choanichthyes) se původně označovala skupina nazývaná dnes nejčastěji svaloploutví (Sarcopterygii), která zahrnuje latimérie, bahníky a čtyřnožce (a řadu vymřelých taxonů příbuzných těmto skupinám), často ovšem bez zahrnutí čtyřnožců (tedy v parafyletickém smyslu). Motivací pro toto označení byla přítomnost tzv. vnitřní nozdry (choany) propojující nosní a ústní dutinu u (většiny) zástupců této skupiny. Když však později vyšlo najevo, že latimérie choanu nemají (a ani jejich předci ji nikdy neměli), začalo být pojmenování nozdratí vnímáno jako nevhodné, zavádějící, protože znak, na který odkazuje, není společným znakem (synapomorfií) zástupců této skupiny (proto došlo k zavedení jména svaloploutví, Sarcopterygii).
Název nozdratí pak ale byl některými autory použit v užším smyslu pro monofyletickou skupinu zahrnující dvojdyšné a čtyřnožce (přesněji řečeno skupiny Dipnomorpha a Tetrapodomorpha, které zahrnují i vyhynulé kmenové linie, tedy organismy, které neřadíme mezi dvojdyšné resp. čtyřnožce, ale přesto jsou jim příbuznější než jakékoli jiné recentní skupině). Tyto organismy patřící mezi nověji pojaté nozdraté choany skutečně mají, ovšem evidentně získané nezávisle na sobě, konvergentně.
Další autoři pak používají termín nozdratí (Choanata) pouze pro čtyřnožce a jejich vymřelé příbuzné (tedy pro organismy s „pravou“ choanou), jako synonymum pro skupinu Tetrapodomorpha. To samozřejmě vede k tomu, že v literatuře není vždy jasné, která konkrétní skupina je výrazem „nozdratí“ vlastně myšlena.